# Essanay Studios
Essanay Film Manufacturing Company a fost un studio de film american. Studioul a fost fondat în 1907 cu sediul în Chicago și mai târziu cu platouri suplimentare de filmare în Niles Canyon, California. Este cel mai cunoscut pentru filmele mute produse aici cu/de Charlie Chaplin în 1915. În anii 1920, după ce s-a unit cu alte studiouri, a fost absorbit în Warner Brothers.
Studioul a fost fondat în 1907 în Chicago de către George K. Spoor și Gilbert M. Anderson, inițial ca Peerless Film Manufacturing Company. La 10 august 1907, numele a fost schimbat în Essanay  ("S and A").  

## Vezi și
- Categorie:Filme Essanay Studios